# Bulbophyllum popayanense
Bulbophyllum popayanense là một loài phong lan thuộc chi Bulbophyllum.